# Charles Egmond d’Arcis

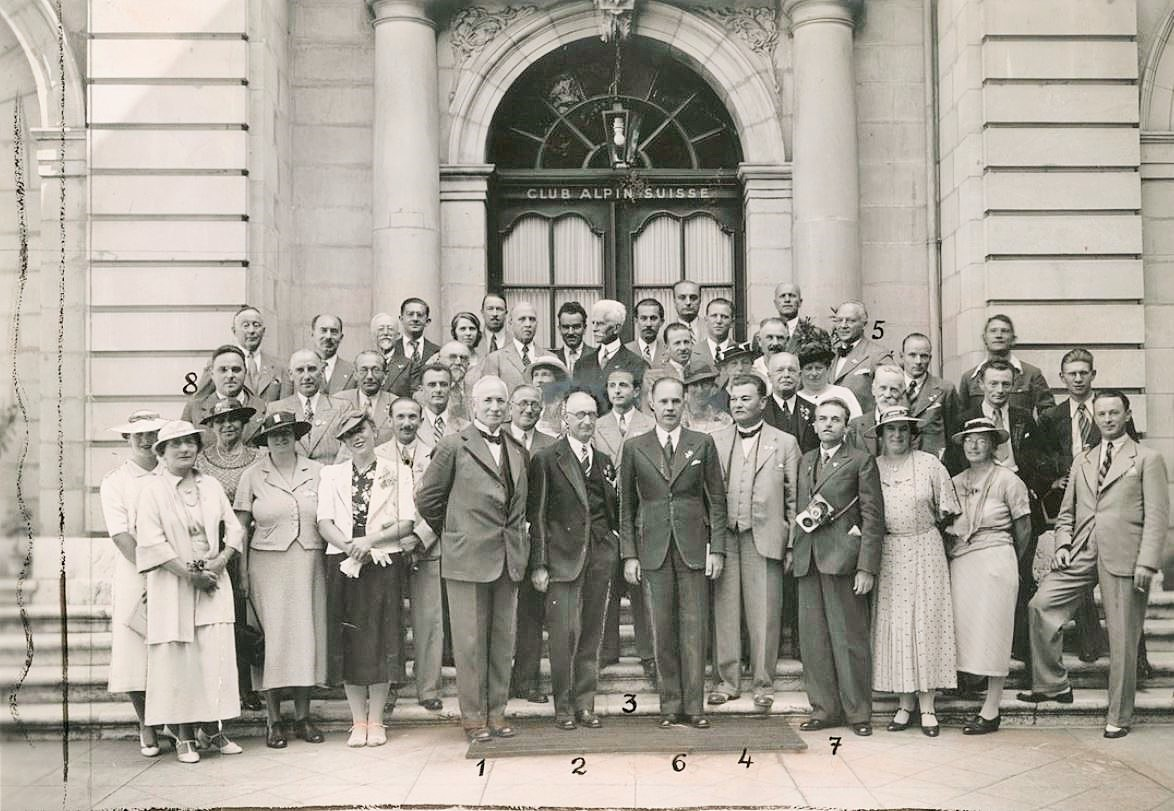
UIAA Generalversammlung Genf 1936: 1. Kalbermatten SAC, 2. D’Arcis Präs. UIAA, 3. Dosio CAI, 4. Siogren Schweden, 5. Lory CAF, 6-8 Goetel, Klemensiewicz, Szatkowski Polen

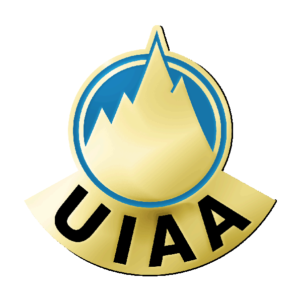
Medaille UIAA Ehrenmitglied

Charles Egmond d’Arcis (* 1887 in Florenz; † 7. Dezember 1971 in Genf) war ein Schweizer Journalist, Alpinist und erster Präsident der Union Internationale des Associations d’Alpinisme (UIAA).

## Leben und Werk
Arcis wuchs in Genf mit zwei Brüdern auf, wo er die Schule besuchte und studierte. Sein Vater war der Engländer Arthur d’Arcis (1853–1921), seine Mutter war Schweizerin. Er sprach fliessend Italienisch, Englisch, Deutsch und Französisch. Er studierte von 1907 bis 1913 an der Fakultät für Philosophie und Sozialwissenschaften der Universität Genf und war Mitglied der Studentenverbindung Zofingia. 1914 war er Lehrer an der Höheren Handelschule in Genf.
In Genf arbeitete er für englische Zeitungen inklusive The Economist und The Times of London und berichtete über die Aktivitäten des Völkerbundes in der Zwischenkriegszeit. Damit agierte er an einem wichtigen Ort und zu einer entscheidenden Zeit, als der Völkerbund viel Energie darauf verwendete, seinen Ruf und sein Image zu pflegen und die Beziehung zur Presse auszuhandeln.
Nach dem Krieg spielte Arcis eine führende Rolle bei der Internationalisierung der Mediengemeinschaft und der Förderung von Genf als internationaler City. Er war Mitglied und 1934 Präsident des Cercle des Amitiés Internationales CAI (Internationalen Freundschaftskreis) und von 1955 bis 1956 diente er als Präsident der Vereinigung der Auslandpresse in der Schweiz und in Liechtenstein APES. Er war Literat und Kritiker bei der Tribune de Genève.
Neben seiner journalistischen Tätigkeit begeisterte er sich wie sein Vater und seine zwei Brüder für die Berge und die Natur, über die er zahlreiche Beiträge und Bücher schrieb. 1905 trat er der Sektion Genf des Schweizer Alpen-Clubs bei und wurde später ihr Präsident. Er war Mitglied der Walliser Vereinigung für Naturwissenschaften (La Murithienne) und der Geografischen Gesellschaft Genf. Im 1944 gegründeten Alpinen Zentrum Zermatt amtete er als Präsident.
Von 1932 bis 1964 war er Präsident der neu gegründeten UIAA. Wie der Völkerbund war auch der UIAA in Genf mit seinem internationalen Geist tief verwurzelt, der durch zeitgenössische Autoren wie Robert de Traz und die Schweizer Regierung hochgehalten wurde. Während des Krieges war die UIAA-Präsidentschaft suspendiert.
Im September 1945 wandte er sich in einem Brief an alle weltweiten Mitglieder der UIAA:

„Ohne das Gebiet des Alpinismus zu verlassen, könne die UIAA eine führende Rolle beim moralischen Wiederaufbau der Welt wahrnehmen. Er sei überzeugt, dass kein Mitglied der grossen alpinen Familie sich scheuen würde, diese Verantwortung zu übernehmen.“

1964 wurde er UIAA-Ehrenmitglied. Er war Mitglied und Ehrenmitglied der Association of British Members of the Swiss Alpine Club.

## Schriften (Auswahl)
- mit Marcel Raisin: La gare... demeure et ne se vend pas : revue en deux actes et trois tableaux, jouée au Banquet d'Escalade de la Société de Zofingue, le 15 décembre 1909. Imprimerie de la Tribune de Genève, Genf 1909.
- Souvenir de l’inauguration de la cabane Britania le 17 août 1912 Écho des Alpes: organe du Club alpin suisse pour les sections de langue française, 19. Oktober 1912.
- «Rule Britannia». Les Anglais et la Guerre. Delachaux & Niestlé, Neuchâtel 1916.
- mit David-Louis Delètra und Emile Thury: Les cabanes de la Section genevoise du C.A.S., 1924.
- En Montagne. Récits et Souvenirs. Editeurs Sonor SA, Genf 1936.
- Neiges éternelles. V. Attinger, Neuchâtel Paris 1945.
- mit Walter Schmid: Au vent des quatre mille: dans les Alpes suisses. Payot, Lausanne 1953.
- L’évolution de l’alpinisme. Conquête des Alpes: deux siècles d’art et d’histoire. Musée d’art et d’histoire, Exposition du 26 février au 20 mars 1955.
- mit Edouard Wyss-Dunant und Otto Hassler: La Section genevoise du Club alpin suisse, 1865–1965 Genève : Club alpin suisse, 1965.